# Teatro Bolshói Kámenny (San Petersburgo)

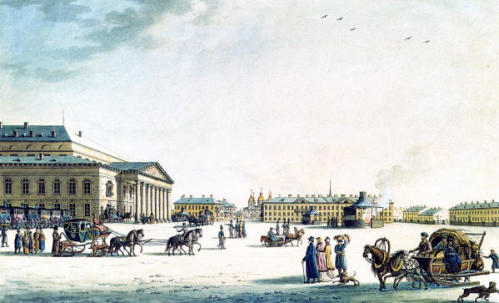
Plaza del Teatro por Benjamin Patersen, 1806.

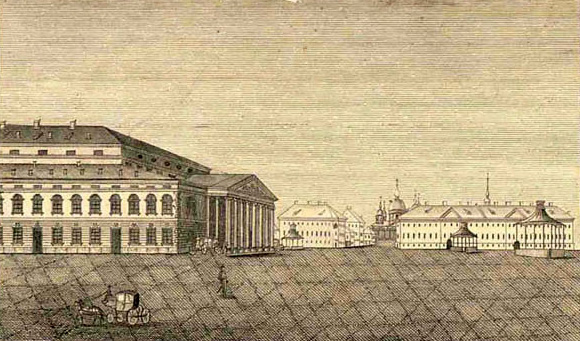
Teatro Bolshói Kámenny en el “Mapa Ilustrado de la Ciudad Capital de San Petersburgo”, por A. Sávinkov, 1825.

El Teatro Bolshói Kámenny (en ruso “Gran teatro de Piedra” [bolshói, “grande”; kámenny, “de piedra”] para distinguirlo del Teatro Maly, que era de madera), ubicado en San Petersburgo, fue la sede del Ballet Imperial y de la Ópera Imperial de 1783 a 1886, cuando, al ser el edificio declarado inseguro, Iván Vsévolozhsky los trasladó al Teatro Mariinski. Fue destruido, pero en su lugar existe hoy el Conservatorio de San Petersburgo.
En aquel tiempo, todos los teatros rusos eran de propiedad imperial. Tanto en Moscú como en San Petersburgo había uno dedicado a la ópera y el ballet y otro a las comedias y tragedias. Los de ópera eran conocidos como «Gran Teatro» (Bolshói en ruso), y los de drama hablado eran el «Pequeño Teatro» (Maly). Los “Teatros Imperiales”, además de los Maly, eran el Bolshói de Moscú («Gran Teatro Imperial de Moscú»), y en San Petersburgo el Bolshói Kámenny Teatr («Gran Teatro de Piedra»), predecesor del actual Mariinski, y el Hermitazhny Teatr, entre otros.

## Estrenos notables
Óperas
- Una vida por el Zar (9 de diciembre de 1836) — Mijaíl Glinka[2]

- Ruslán y Ludmila (9 de diciembre de 1842) — Mijaíl Glinka[3]
- La forza del destino (primera versión, 10 de noviembre de 1862) — Giuseppe Verdi[4]

Ballets
- La hija del faraón (18 de enero de 1862) — cor. Marius Petipa, mus. Cesare Pugni[5]

- La bayadera (23 de enero de 1877) — cor. Marius Petipa, mus. Léon Minkus[6]